# ISC Paris Business School
ISC Paris Business School (ISC = Institut supérieur du commerce de Paris) är en europeisk handelshögskola som verkar i Paris. Skolan grundades år 1962.
Alla ISC Paris program är internationellt trippelackrediterade av UGEI, CGE och AACSB. Bland skolans alumner finns ett antal framstående affärsmän och politiker.
Skolan har ett samarbete med ISIPCA för en MBA-examen i parfymer och kosmetika.